# Brezje pri Dobrovi
Brezje pri Dobrovi este o localitate din comuna Dobrova-Polhov Gradec, Slovenia, cu o populație de 382 de locuitori.